# Кой, Тон
Антон Корнелис Виллем (Тон) Кой (нидерл. Anton Cornelis Willem "Ton" Kooij; 1 декабря 1887, Амстердам — 9 декабря 1964, там же) — нидерландский футболист, игравший на позиции полузащитника, выступал за амстердамские команды «Холланд», «Аякс» и АФК.

## Спортивная карьера
C 1905 года Тон Кой играл за футбольный клуб «Холланд», который проводил свои матчи недалеко от дамбы Спарндаммердейк. На тот момент он проживал в южной части Амстердама по адресу Герард Даустрат 87. В сезоне 1905/06 его команда заняла второе место в группе А чемпионата третьего класса Нидерландов. В декабре 1906 года вызывался в сборную Нидерландов на матч со сборной Харлема в Гааге. В том же месяце сыграл за сборную Амстердама против сборной Гааги — Тон играл в защите вместе с Адрианом Пелсером и по оценке издания «Het Sportblad» был один из лучших игроков в своей команде.

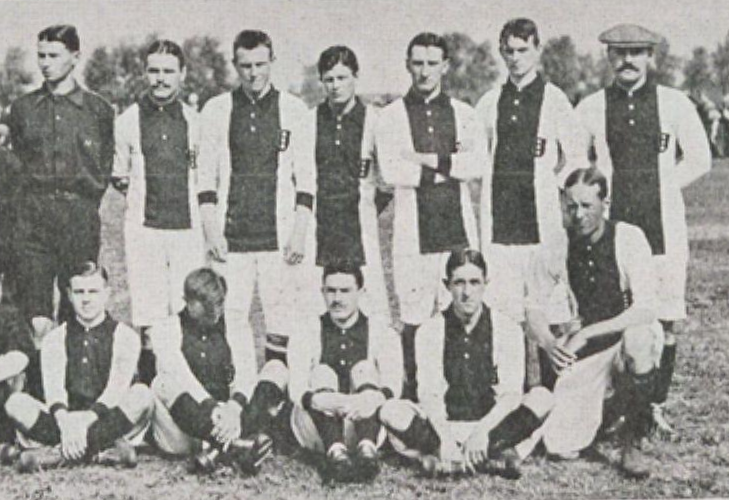
Игроки «Аякса» в сентябре 1911 года — Тон четвёртый слева в верхнем ряду

По итогам сезона 1906/07 клуб «Холланд» занял первое место в своей группе и получил право сыграть в стыковых матчах с командой РАП, но по итогам трёх встреч остался в чемпионате третьего класса. В сезоне 1907/08 был капитаном команды. Летом 1908 года «Холланд» объединился с «„Аяксом“», который на тот момент выступал во втором классе Нидерландов. После объединения Тон стал игроком "Аякса, как и многие его одноклубники — в сезоне 1909/10 он не играл за команду, поскольку проживал на тот момент на территории Германской империи.
В составе «Аякса» дебютировал в сезоне 1910/11 — в перовом сезоне играл в нападении и был одним из самых результативных игроков клуба. 2 октября Тон отметился дублем в матче с ЭДО, а спустя месяц в ответной игре на выезде в Харлеме записал на свой счёт уже хет-трик. Под руководством тренера Джека Кируэна футболисты «Аякса» заняли первое место в западной группе Б второго класса и по результатам стыкового турнира впервые в своей истории вышли в первый класс Нидерландов.
В первом туре чемпионата Нидерландов сезона 1911/12 его команда на выезде уступила ХФК со счётом 4:2. Тон принял участие в 16 матчах чемпионата и забил один гол, играл в основном на позиции опорного полузащитника. «Аякс» по итогам сезона занял 8-е место в западной группе. В марте 1912 года был вызван в сборную Нидерландов, но в товарищеских встречах против Бельгии, Англии и Германии остался среди запасных.
В своем последнем сезоне за красно-белых провел 19 матчей в чемпионате, забил 3 мяча. В последний раз в составе «Аякса» выходил на поле 11 мая 1913 года в матче Кубка Мёвсена против немецкого «Вердера» — Кой получил травму во втором тайме и был заменён.
В августе 1913 года перешёл в другой амстердамский клуб — АФК. В составе клуба выступал на протяжении восьми лет, был капитаном команды, а в мае 1921 года объявил о завершении игровой карьеры.

## Личная жизнь
Антон родился в декабре 1887 года в Амстердаме. Отец — Корнелис Кой, был родом из Роттердама, мать — Вилхелмина Антойнетта Бек, родилась в Амстердаме. Он был младшим ребёнком, помимо него, в семье было ещё четверо детей — двое сыновей и двое дочерей.
Женился в возрасте двадцати четырёх лет — его супругой стала 20-летняя Звантье ван ден Брук, уроженка Апелдорна. Их брак был зарегистрирован 21 августа 1912 года в Амстердаме. На момент женитьбы работал маляром. В феврале 1913 года в их семье родился сын Антон Корнелис Хендрик, а в сентябре 1914 года второй мальчик — Фринцискюс Антон. В декабре 1915 года появился третий сын — Хендрик Корнелис, а в сентябре 1917 года родилась дочь по имени Жане.
Умер 9 декабря 1964 года в Амстердаме в возрасте 77 лет. Его супруга умерла в августе 1982 года в возрасте 90 лет.

## Статистика по сезонам
| Клуб | Сезон   | Чемпионат Нидерландов | Чемпионат Нидерландов | Кубок Нидерландов | Кубок Нидерландов | Прочие | Прочие | Итого | Итого |
| Клуб | Сезон   | Игры                  | Голы                  | Игры              | Голы              | Игры   | Голы   | Игры  | Голы  |
| ---- | ------- | --------------------- | --------------------- | ----------------- | ----------------- | ------ | ------ | ----- | ----- |
| Аякс | 1910/11 | 8+                    | 9+                    |                   |                   | 4      | 1      | 12    | 10    |
| Аякс | 1911/12 | 16                    | 1                     | 0                 | 0                 |        |        | 16    | 1     |
| Аякс | 1912/13 | 18                    | 3                     | 1                 | 0                 |        |        | 19    | 3     |
| Аякс | Итого   | 42                    | 13                    | 1                 | 0                 | 4      | 1      | 47    | 14    |